# Aeschynanthus hartleyi
Aeschynanthus hartleyi là một loài thực vật có hoa trong họ Tai voi. Loài này được P.Woods mô tả khoa học đầu tiên năm 1975.